# Enköpings SK FK
Maillots
Dernière mise à jour : 27 août 2011.
Le Enköpings SK Fotboll est un club suédois de football basé à Enköping.
Le club participe à la 1re division suédoise en 2003.

## Historique
- 1914 : fondation du club

## Anciens joueurs
- Jesper Blomqvist
- McDonald Mariga
- Kristen Viikmäe